# Deutsche Fußballnationalmannschaft (U-18-Junioren)
Die DFB-U-18-Junioren sind die Nationalmannschaft der früheren A-Jugend (bis zum 18. Lebensjahr; jüngerer Jahrgang früher U17) der Männer des DFB.

## Geschichte
Die erste Fußball-Europameisterschaft wurde 1981 in Deutschland ausgetragen und wurde von der deutschen Mannschaft im Finale gegen Polen mit 1:0 gewonnen. 1982 und 1983 schied man bereits in der Vorrunde der Europameisterschaft aus. 1984 konnte sich die Mannschaft nicht qualifizieren. 1986 in Jugoslawien setzte sie sich im Spiel um den dritten Platz mit 1:0 gegen Schottland durch; Europameister wurde die Mannschaft aus der DDR. 1988 und 1990 hatte sich die bundesdeutsche Mannschaft nicht qualifiziert, die Mannschaft der DDR belegte 1988 den dritten Platz. 1992 in Deutschland schied die deutsche Mannschaft im Viertelfinale der Europameisterschaft aus. 1993 schlug die Qualifikation erneut fehl. 1994 in Spanien verlor Deutschland im Finale erst nach Elfmeterschießen mit 1:4 gegen Portugal und wurde Vizeeuropameister. 1995, 1996 und 1997 scheiterte die Mannschaft bereits in der Qualifikation. 1998 erreichte die deutsche Mannschaft den zweiten Platz; sie verlor das Finale gegen Irland mit 3:4 im Elfmeterschießen. 1999 misslang die Qualifikation für die Europameisterschaft. 2000 in Deutschland gewann die Mannschaft das Spiel um den dritten Platz gegen Tschechien mit 3:1. für die letzte U-18-Europameisterschaft 2001 konnte sich die Mannschaft nicht mehr qualifizieren. In der U18-Klasse werden seit 2002 keine Wettbewerbe der UEFA mehr ausgetragen, weil die Altersgrenze hierfür auf 19 Jahre erhöht wurde. Die Mannschaft bestreitet daher seitdem nur Freundschaftsspiele, die zur Vorbereitung auf die Europameisterschaften der DFB-U-19-Junioren der Männer dienen.

## Aktuelles

### Spiele
- Spiele und Termine auf dfb.de

### Kader
- Aktueller Kader auf dfb.de

## Erfolge
- Dritter beim UEFA-Turnier 1961 in Portugal
- Zweiter beim UEFA-Turnier 1972 in Spanien
- Zweiter beim Jugoslawien-Turnier 1979 in Jugoslawien
- Europameister bei der U-18-Fußball-Europameisterschaft 1981 in Deutschland
- Dritter bei der U-18-Fußball-Europameisterschaft 1986 in Jugoslawien
- Vizeeuropameister bei der U-18-Fußball-Europameisterschaft 1994 in Spanien
- Vizeeuropameister bei der U-18-Fußball-Europameisterschaft 1998 auf Zypern
- Dritter bei der U-18-Fußball-Europameisterschaft 2000 in Deutschland